# Ајхструт
Ајхструт (њем. Eichstruth) општина је у њемачкој савезној држави Тирингија. Једно је од 89 општинских средишта округа Ајхсфелд. Према процјени из 2010. у општини је живјело 89 становника. Посједује регионалну шифру (AGS) 16061028.

## Географски и демографски подаци
Ајхструт се налази у савезној држави Тирингија у округу Ајхсфелд. Општина се налази на надморској висини од 345 метара. Површина општине износи 1,3 km². У самом мјесту је, према процјени из 2010. године, живјело 89 становника. Просјечна густина становништва износи 66 становника/km².